# Gare de Copelands Landing
La  gare de Copeland's Landing est une gare ferroviaire canadienne, de la ligne principale du Chemin de fer transcontinental du Canadien National. Elle est située au lieu-dit Copelands Landing dans la partie non-organisée du district de Kenora dans le Nord-Ouest de l'Ontario.
C'est un Point d'arrêt à la demande Via Rail Canada, desservi par Le Canadien.

## Situation ferroviaire
La gare de Copelands Landing est située sur la ligne principale du Chemin de fer transcontinental du Canadien National, entre les gares de Rice Lake (en) et de Malachi.

## Service des voyageurs

### Accueil
C'est un point d'arrêt non géré (PANG) à accès libre. L'arrêt du train est obtenu uniquement avec une réservation.

### Desserte
Copelands Landing est desservi par Le Canadien, train 1 et train 2.